# Yasir Naqvi
 (août 2016).
Si vous disposez d'ouvrages ou d'articles de référence ou si vous connaissez des sites web de qualité traitant du thème abordé ici, merci de compléter l'article en donnant les références utiles à sa vérifiabilité et en les liant à la section « Notes et références ».
Pour les articles homonymes, voir Naqvi.
Yasir Abbas Naqvi (né le 25 janvier 1973) est un politicien canadien actuellement député à la Chambre des communes depuis 2021. 

## Biographie
Né en 1973 à Karachi, la capitale pakistanaise. Sa famille a émigré au Canada en provenance du Pakistan en 1988. Il a été élu en 2007 comme député à l'Assemblée législative de l'Ontario dans la circonscription d'Ottawa-Centre, puis réélu au même endroit en 2011 et en 2014. Il est un membre du cabinet Parti libéral de l'Ontario de la Première ministre Kathleen Wynne. Il agit comme Leader parlementaire du gouvernement depuis 2014 et comme Procureur général de l'Ontario depuis juin 2016. Il est défait et arrive deuxième lors des élections de 2018.